# Charles Dawson

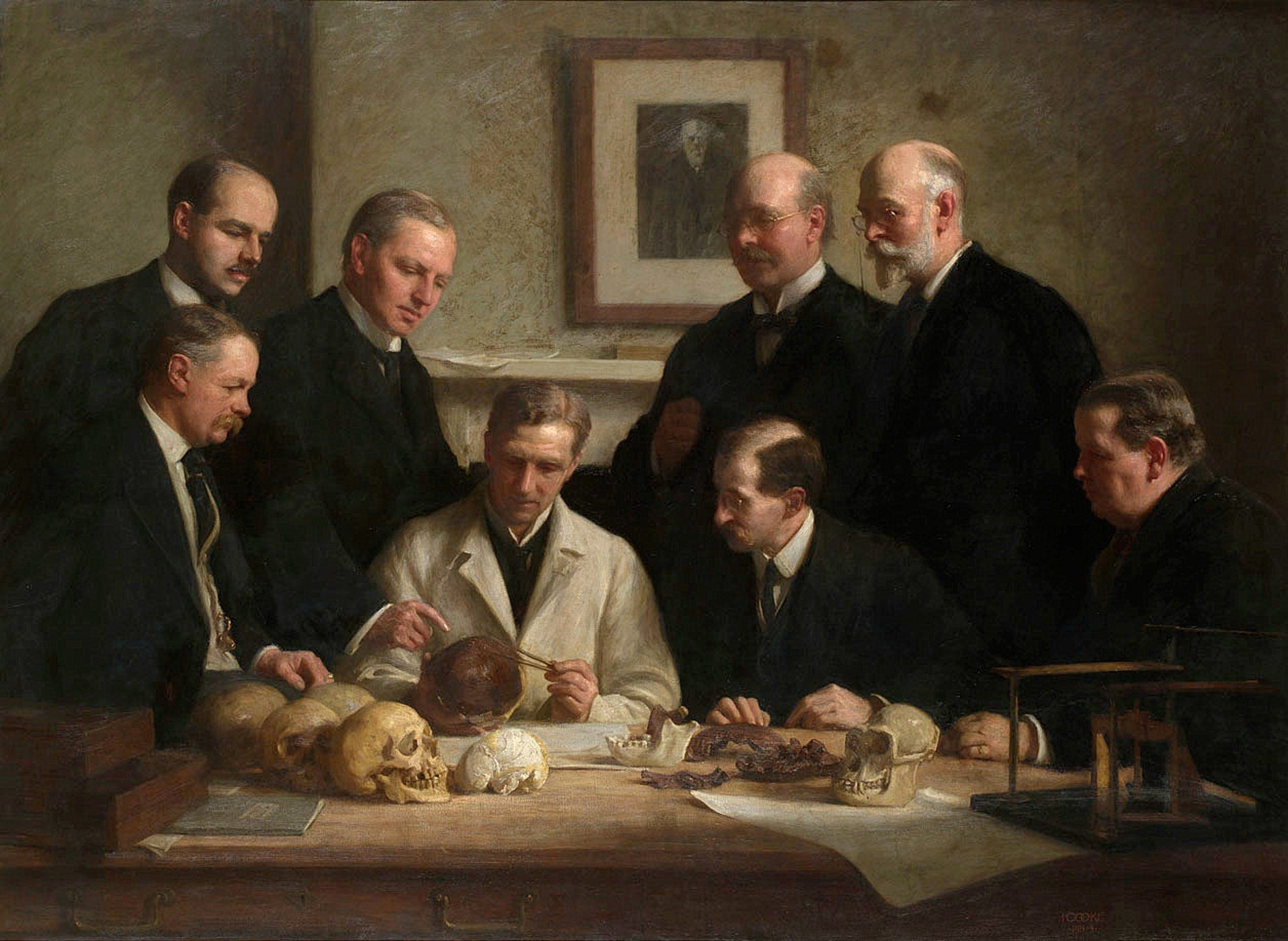
Das Gemälde von John Cooke (1915) zeigt (von links) hintere Reihe: Frank O. Barlow, Grafton Elliot Smith, Charles Dawson, Arthur Smith Woodward; vordere Reihe: Arthur Swayne Underwood, Arthur Keith, William Plane Pycraft und Ray Lankester.

Charles Dawson (* 11. Juli 1864; † 10. August 1916) war ein britischer Altertumsforscher, Amateur-Archäologe und -Geologe. Er war Mitglied der Society of Antiquaries of London und wurde international bekannt als Entdecker des „Piltdown-Menschen“: Von Schädelfunden, die jahrzehntelang als Vormenschen angesehen wurden, sich schließlich aber als wissenschaftliche Fälschung herausstellten.
Charles Dawson sammelte Fossilien u. a. für das Britische Museum. Vermutlich schon 1908 entdeckte er den am 18. Dezember 1912 öffentlich gemachten Schädelfund aus einer Kiesgrube bei dem Dorf Piltdown, Grafschaft Sussex, der ihm zu Ehren den lateinischen Artnamen Eoanthropus dawsoni erhielt. 1915 entdeckte Dawson – angeblich mehrere Kilometer vom ersten Fundort entfernt – einen weiteren Schädel, genannt „Piltdown II“.
Die Schädelfunde von Piltdown hatten fast 40 Jahre lang großen Einfluss auf die wissenschaftlichen Hypothesen zur Stammesgeschichte des Menschen und waren Ursache für zahlreiche Fehldeutungen. Erst am 21. November 1953 wurden sie zweifelsfrei als Fälschungen überführt.
Der Urheber dieser Fälschung ist unbekannt. Wissenschaftliche Untersuchungen, die im Jahr 2016 veröffentlicht wurden, kamen jedoch zu dem Ergebnis, dass Charles Dawson die Fälschungen wahrscheinlich selbst hergestellt hat.
Der Paläontologe Richard Lydekker benannte im Jahr 1888 eigene Fossilienfunde aus der Gruppe der Iguanodontia Dawson zu Ehren als Iguanodon dawsoni. Im Jahr 2010 wurden diese Art von der Gattung Iguanodon  abgetrennt und als Barilium dawsoni Carpenter & Ishida, 2010 zur Gattung Barilium gestellt.

## Belege
1. ↑  John H. Farrant: Prelude to Piltdown: Charles Dawson's origins, career and antiquarian pursuits, 1864-1911, and their repercussions. In: Sussex Archaeological Collections. Band 151, 2013, S. 145–186, Zugang zum Volltext (PDF).
2. ↑  Isabelle De Groote et al.: New genetic and morphological evidence suggests a single hoaxer created Piltdown man. In: Royal Society Open Science. Online-Veröffentlichung vom 10. August 2016, doi:10.1098/rsos.160328.

| Personendaten    | Personendaten                                                 |
| ---------------- | ------------------------------------------------------------- |
| NAME             | Dawson, Charles                                               |
| KURZBESCHREIBUNG | britischer Altertumsforscher, Amateur-Archäologe und -Geologe |
| GEBURTSDATUM     | 11. Juli 1864                                                 |
| STERBEDATUM      | 10. August 1916                                               |